# Timuridsko Carstvo
Timuridsko Carstvo (perz. تیموریان, poznati i pod endonimom: گوركانى, Gurkānī) je naziv za srednjovjekovnu iransku državu pod vladavinom timuridske dinastije koju je osnovao ratoborni osvajač Timur. Timuridi su vladali Iranom od 1387. do 1509. godine, a prilikom njihovog vojno-političkog vrhunca carstvo se djelomično protezalo i preko teritorija današnjeg Azerbajdžana, Armenije, Gruzije, Rusije, Turske, Sirije, Iraka, Afganistana, Pakistana, Turkmenistana, Uzbekistana, Tadžikistana, Kazahstana, Kirgistana, Indije i Kine. Prijestolnice timuridskih vladara bile su smještene u Heratu i Samarkandu, a službeni jezik carstva bio je perzijski.
Timuridska dinastija bila je mongolskog podrijetla, a njen osnivač Timur smatrao se izravnim potomkom Džingis-kana, osnivača Mongolskog Carstva koje se protezalo i Iranskom visoravni još u 13. stoljeću. Originalno sjedište dinastije bila je Središnja Azija, a snažan iranski kulturološki utjecaj iz Horasana rezultirao je njihovim usvajanjem islamske vjeroispovjesti i perzijskog jezika. Iskoristivši političku prazninu nakon slabljenja Ilhanata, Timur je žestokim osvajačkim pohodima prvo zavladao Horasanom, Horezmom i Transoksanijom, zatim je pokorio i lokalne iranske dinastije Kartida, Muzafarida, Čupanida i Džalajerida, te nastavio napredovati prema Bagdadu i Alepu na jugozapadu. Nastavio je ratovati i na sjeveru gdje je porazio Zlatnu Hordu i Ruse u Moskvi, a zatim se okrenuo i prema Indiji u kojoj je potpuno razorio Delhi. Konačno, njegovi pohodi završavaju pobjedom i nad Osmanlijama u Ankari. Timurovi pohodi bili su popraćeni i velikom okrutnošću pa se procjenjuje da je prilikom njegovih osvajanja smrtno stradalo čak 17 milijuna ljudi.
Nakon Timurove smrti 1405. godine carstvo se počelo raspadati, no njegovi nasljednici nastavili su vladati iz Samarkanda i Herata još gotovo stotinu godina nakon čega na sjeveroistoku provaljuju Uzbeci, dok se istovremeno Iran ponovo ujedinjuje pod safavidskom dinastijom iranskog podrijetla. Iako su Timuridi početkom 16. stoljeća nestali s političke pozornice na Iranskoj visoravni i u Središnjoj Aziji, njihov princ Babur je 1526. godine pokorio sjever Indije u kojoj započinje mogulsko razdoblje obilježeno širenjem perzijskog jezika i kulture sve do britanske kolonizacije 1858. godine.

## Vanjske poveznice
- (engl.) K. Kianush, Art Arena (1999): Timurid art  Arhivirana inačica izvorne stranice od 13. travnja 2014. (Wayback Machine)

Wikimedijski zajednički poslužitelj:
|  | Zajednički poslužitelj ima još gradiva o temi Timuridsko Carstvo |